# La Sylvanire ou la Morte-vive (Honoré d'Urfé)
Pour les articles homonymes, voir La Sylvanire.
La Sylvanire ou la Morte-vive est un drame en cinq actes, avec un prologue et des chœurs d'Honoré d'Urfé, datant de 1625. La pièce a été publiée en 1627, après la mort de l'auteur.
Cette fable bocagère, dédiée à Marie de Médicis, est la dernière des œuvres d'Honoré d'Urfé.

## Contenu de la pièce
Les bergers Aglante et Tirinte sont amoureux de la belle et vertueuse Sylvanire que son père, Ménandre, a promise au riche Théante. Malgré les conseils d'Hylas, Sylvanire n'est pas prête pour l'amour. Alciron donne à Tirinte un miroir fourni par le druide Climanthe. Offert à Sylvanire, ce miroir magique la plonge bientôt dans une mort apparente. Elle a juste le temps d'avouer son amour pour Aglante, et son désir de s'unir à lui avant de mourir. Ses parents acceptent, puis on enterre la morte-vive. Aglante la sauve du déshonneur, quand Alciron et Tirinte la sortent de son tombeau et de son sommeil. La bergère Fossinte demande à épouser Tirinte, que le conseil des druides vient de condamner à mort.
La Sylvanire ou la Morte-vive est également le titre d'une tragi-comédie de Jean Mairet (1604-1686), créée en 1630.

## Édition originale
- La Sylvanire, ou la Morte-vive, fable bocagère de messire Honoré d'Urfé, Paris, Robert Fouet, 1627, pièces liminaires - 429 p. (lire en ligne)

### Éditions critiques
- Laurence Giavarini, La Sylvanire ou la Morte-vive, fable bocagère d'Honoré d'Urfé. Édition critique, introduction et notes, Toulouse, Société de littératures classiques (coll. « Collection de rééditions de textes du XVIIe siècle »), 2000, LXXIII-178 p.

### Études
- Jules Truffier, « Sylvanire ou la Morte vive d'Honoré d'Urfé », dans Le Théâtre au XVIe siècle, scènes commentées, 1936, p. 167-173.
- Bernard Yon, Bernard, « Les deux versions de la Sylvanire d'Honoré d'Urfé », Revue d'Histoire littéraire de la France,‎ mai-août 1977, p. 399-416 (lire en ligne).